# Digital Chocolate
Digital Chocolate, Inc. è stata un'azienda sviluppatrice di videogiochi con sede a San Mateo in California, fondata nel 2003 da Trip Hawkins, fondatore di Electronic Arts e di The 3DO Company.
Digital Chocolate era specializzata nello sviluppo e nella pubblicazione di videogiochi per telefoni cellulari in J2ME, iOS e per PC.
L'azienda ha chiuso nel 2014, il sito web dell'azienda è stato chiuso e i giochi vennero venduti alla RockYou.

## Storia
L'azienda è stata fondata nel 2003 da Trip Hawkins dopo il fallimento della sua precedente azienda, The 3DO Company.
Nel 2004, Digital Chocolate acquista Sumea, un'azienda sviluppatrice di videogiochi, che collaborerà con Digital Chocolate per la pubblicazione di nuovi giochi.
Nel aprile del 2014, i restanti 4 giochi di Digital Chocolate disponibili su Facebook (Army Attack, Crazy Penguin Wars, Millionaire City e Zombie Lane) sono stati concessi in licenza all'azienda RockYou.
Successivamente, i dipendenti di Digital Chocolate sono stati assunti alla RockYou, dando la possibilità agli sviluppatori di continuare a lavorare sui giochi.

## Videogiochi sviluppati
- 20Q: Celebrity Quiz
- 20Q: Mind Reader
- 20Q: Sports Quiz
- 2D Brick Breaker Revolution
- 3D Brick Breaker Revolution
- 3D Rollercoaster Rush
- 3D Mini Golf Challenge
- Army Attack
- Bubble Popper Deluxe
- Bumper Car City
- California Gold Rush (2009)
- California Gold Rush: Bonaza (2009-2010)
- Chocolate Shop Frenzy
- Crazy Monkey Spin
- Crazy Penguin Catapult (2007)
- Crazy Penguin Catapult 2 (2007-2009)
- Crazy Penguin Wars
- Crazy Penguin Assault (2011)
- Crazy Penguin Party (2009)
- Crazy Penguin Freezeway (2011)
- DChoc Cafe Hangman
- DChoc Cafe Solitaire
- Extreme Air Snowboarding
- Foto Quest Fishing
- Galaxy Life
- Island God Beta
- Johnny Crash
- Johnny Crash Stuntman Does Texas
- Kamikaze Robots
- Kings & Warlords
- Mafia Wars
- Mafia Wars 2: Scarlottis
- Mafia Wars 3: Yakuza
- Millionaire City
- Minigolf Castles
- Mini Golf 99 Holes Theme Park
- MMA Pro Fighter
- New in Town
- Nightclub Empire
- Party Island Bowling
- Party Island Pool
- Party Island: Sexy Trivia
- Petanque: World Tour
- Pictoplay+
- Pyramid Bloxx (2007)
- Redbull X Fighters
- Rollercoaster Rush (2006)
- Rollercoaster Rush 3D (2007)
- Rollercoaster Rush New York (2008-2010)
- Rollercoaster Rush 99 Tracks (2008)
- Rollercoaster Rush Underground 3D (2010-2011)
- Racing Fever GT
- Super Water Bomber
- Strip Club Manager
- Tornado Mania! (2007)
- Tower Bloxx (2005)
- Tower Bloxx Deluxe  (2008)
- Tower Bloxx: New York (2009)
- Tower Bloxx: My City (2010)
- Tower Bloxx: Revolution (2011-2012)
- Santa's Tower Bloxx (2006)
- Super Water Bomber
- Zombie Lane